# Krajowe Biuro do Spraw Przeciwdziałania Narkomanii
Krajowe Biuro ds. Narkomanii – dawna jednostka organizacyjna utworzona przez Ministra Zdrowia Andrzeja Wojtyłę w lipcu 1993. Biuro było realizatorem polityki Ministra Zdrowia w zakresie zapobiegania narkomanii. Zasady przeciwdziałania narkomanii były określone w Ustawie o przeciwdziałaniu narkomanii a podstawowe kierunki i formy działań zostały wytyczone w Krajowym Programie Przeciwdziałania Narkomanii. Siedziba Biura znajdowała się przy ul. Dereniowej 52/54 w Warszawie. Od 1 stycznia 2022 w wyniku połączenia z Państwową Agencją Rozwiązywania Problemów Alkoholowych zostało zmienione w Krajowe Centrum Przeciwdziałania Uzależnieniom jednocześnie proces certyfikacji nowych terapeutów przejęło Centrum Medycznego Kształcenia Podyplomowego.

## Historia
Biuro powstało w 1993, w okresie znaczących przemian na polskim rynku zażywania substancji uzależniających – odchodzenia od nielegalnie pozyskiwanych leków w kierunku wyrabianej metodami domowymi ze słomy makowej substancji nazywanej makiwarą (polska heroina). Narkotyk ten był substancją silnie uzależniającą i wzbudzał duże obawy w środowisku lekarzy. W 1983 zarejestrowano Towarzystwo Zapobiegania Narkomanii, a w 1986 Towarzystwo Rodzin i Przyjaciół Dzieci Uzależnionych "Powrót z U". W 1985 uchwalono pierwszą w Polsce ustawę o zapobieganiu narkomanii, na której podstawie utworzona została Komisja ds. Zapobiegania Narkomanii. Doświadczenia w walce z uzależnieniami wskazywały na potrzebę stworzenia odrębnej instytucji z własnym budżetem i kompetencjami decyzyjnymi, zatrudniającej profesjonalistów, błyskawicznie reagującej na potrzeby osób uzależnionych i pomagających im środowisk. 
W początkowym okresie funkcjonowania (do 2000) instytucja nosiła nazwę Biura do spraw Narkomanii i głównie wspomagała organizacje pozarządowe działające na rzecz osób uzależnionych i ich leczenia. Zajmowała się finansowaniem takiego leczenia i zakupem metadonu. Aktywnie na tych polach działał w ramach biura m.in. ksiądz Arkadiusz Nowak. Pierwszym dyrektorem była Grażyna Miros, drugim Olaf Mejer-Zahorowski, a od 1999 do dziś Piotr Jabłoński. W 2011 minister zdrowia powierzył instytucji zarządzanie Funduszem Rozwiązywania Problemów Hazardowych. W 2018 biuro zatrudniało trzydziestu pracowników zajmujących się problematyką narkomanii oraz uzależnień behawioralnych. W 2017 na realizację zadań biura minister zdrowia przeznaczył 33 miliony złotych. 1 stycznia 2022 roku Krajowe Biuro do Spraw Przeciwdziałania Narkomanii zostało połączone z Państwową Agencją Rozwiązywania Problemów Alkoholowych w Krajowe Centrum Przeciwdziałania Uzależnieniom. 

## Działalność Biura po rozporządzeniu Ministra Zdrowia w sprawie funkcjonowania podmiotów leczniczych sprawujących opiekę nad uzależnionymi od alkoholu
Jako pierwsza instytucja szkoleniem Terapeutów uzależnień w Polsce zajęła się Państwowa Agencja Rozwiązywania Problemów Alkoholowych. Dyplom dawał uprawnienia do wykonywania zawodu terapeuty uzależnień od alkoholu. W 2000 roku Krajowe Biuro ds. Przeciwdziałania Narkomanii podjęło pracę nad własnym systemem szkolenia terapeutów uzależnień od narkotyków. Ostatecznie usankcjonowano go w Ustawie z dnia 1 kwietnia 2011 o zmianie ustawy o przeciwdziałaniu narkomanii oraz niektórych innych ustaw (Dz.U. z 2011 r. nr 117, poz. 678). W skład zespołu przygotowującego projekt zasad i certyfikacji programu szkoleniowego wchodzili: Piotr Adamiak, Karina Chmielewska, Jolanta Koczurowska, Marek Liciński, Elżbieta Rachowska, Marek Zygadło, Piotr Jabłoński i Bogusława Bukowska. Honorowy certyfikat opatrzony numerem S/0001/2002 otrzymał Marek Kotański. Szkolenie to niewiele różniło się od szkolenia PARPy pierwszym jego etapem było szkolenie teoretyczno-warsztatowe realizowane przez podmioty szkolące posiadające rekomendacje Dyrektora Krajowego Biura, następnie drugim etapem był staż kliniczny realizowany przez podmioty lecznicze posiadające rekomendacje Dyrektora Krajowego Biura a na końcu superwizja kliniczna realizowana przez superwizorów posiadających rekomendacje Dyrektora Krajowego Biura do prowadzenia superwizji klinicznych. Sytuacja dwóch ścieżek i nieuznawania wzajemnie certyfikatów "konkurencji" spowodowała duży kłopot i zamieszanie w środowisku. W 2017 roku ówczesny minister zdrowia Konstanty Radziwiłł podjął dyskusję odnośnie do ujednolicenia certyfikacji terapeutów uzależnień w Polsce. Dnia 27 grudnia 2018 sekretarz stanu w Ministerstwie Zdrowia Józefa Szczurek Żelazko ogłosiła rozporządzenie nowego Ministra Zdrowia Łukasza Szumowskiego. Według powyższego dokumentu organem szkolącym wszystkich terapeutów uzależnień od stycznia 2019 zostało Krajowe Biuro ds. Przeciwdziałania Narkomanii (od 2022 r. przekształcone w Krajowe Centrum Przeciwdziałania Uzależnieniom). Ostro sprzeciwiało się temu rozwiązaniu towarzystwo Terapeutów Uzależnień od Alkoholu oraz ówczesny prezes Państwowej Agencji Rozwiązywania Problemów Alkoholowych. 14 maja 2019 roku Rada Superwizorów Psychoterapii Uzależnień wydała oświadczenie, w którym nie popiera legislacyjnych zmian wprowadzonych przez Ministerstwo Zdrowia w okresie lipiec 2018- maj 2019, które obniżają jakość przygotowania do zawodu specjalisty psychoterapii uzależnień oraz instruktora, a w szczególności narażają nasz system na ograniczenie oferty leczenia osób współuzależnionych i z syndromem DDA. Dokument podpisali między innymi: Agnieszka Litwa- Janowska, Dorota Reguła, Jacek Telesfor Kasprzak, Iwona Kołodziejczyk, Grażyna Rychlicka- Schirmer, Bożena Maciek-Haściło, Zofia Sobolewska- Mellibruda, Rajmund Janowski, Sławomir Grab, a komentarz wygłosił między innymi prezes PARPA – Krzysztof Brzózka. Wzywano podczas tego zebrania aby szkoły terapii uzależnień w najbliższym czasie nie przystępowały do konkursu dot certyfikacji terapeutów.  W czerwcu minister Szumowski odwołał Krzysztofa Brzózkę z funkcji prezesa PARPA, a w listopadzie tego samego, czyli 2019 roku Krajowe Biuro do spraw Przeciwdziałania Narkomanii ogłosiło wyniki konkursu odnośnie do akredytacji na szkolenie terapeutów uzależnień.

## Opis
Biuro do Spraw Przeciwdziałania Narkomanii realizowało postanowienia ustawy poprzez:
- współuczestniczenie w tworzeniu aktów wykonawczych do Ustawy o przeciwdziałaniu narkomanii,
- prowadzenie badań naukowych nad problematyką narkomanii,
- współpracę z jednostkami administracji publicznej oraz przedstawicielami samorządów lokalnych w rozwiązywaniu problemów w zakresie narkomanii,
- wspieranie działań ogólnokrajowych i lokalnych organizacji w tym stowarzyszeń, fundacji, związków wyznaniowych, kościołów oraz innych inicjatyw społecznych,
- współpracę z Ministerstwem Edukacji Narodowej we wprowadzaniu problematyki zapobiegania narkomanii do programów szkół i innych placówek systemu oświaty,
- wspieranie i inicjowanie programów przygotowania zawodowego osób zajmujących się działaniami w zakresie profilaktyki i rehabilitacji,
- działalność informacyjno-oświatową mającą na celu informowanie społeczeństwa o szkodliwości narkomanii,
- tworzenie placówek prowadzących działalność zapobiegawczą, zwłaszcza w środowiskach zagrożonych uzależnieniem,
- udział w pracach organizacji międzynarodowych w celu wypracowania jednolitych form i metod przeciwdziałania zjawisku, jak również ograniczania szkód wyrządzanych przez narkomanię.

Biuro zlecało do realizacji programy prowadzące do podnoszenia skuteczności i efektywności realizowanych zadań profilaktycznych, rehabilitacyjnych i postrehabilitacyjnych. Preferowane były programy posiadające wsparcie lokalne, których zakres merytoryczny zgodny był z kierunkami działań wytyczonymi przez Ministra Zdrowia.

## Nagrody i wyróżnienia
- Czerwona Kokardka (2013)[12]